# Södra Savolax
Södra Savolax (finsk Etelä-Savon maakunta) er et landskab og en sekundærkommune i det sydøstlige Finland.
Södra Savolax består af 12 kommuner, der tilsammen havde 130.060 indbyggere (31.3.2024). Sankt Michel er landskabets hovedby.

## Nabolandskaber
Södra Savolax grænser i øst op til Norra Karelen, i nord til Norra Savolax, i nordøst til Mellersta Finland, i sydøst til Päijänne-Tavastland og Kymmenedalen samt i syd til Södra Karelen.

## Regionen Østfinland
Södra Savolax hører administrativt under Østfinlands regionsforvaltning. Det samme gør landskaberne Norra Savolax og Norra Karelen.
Som resten af Sydøstfinland så hører Södra Savolax under Östra Finlands militärlän.

## Kommuner
Södra Savolax består af 12, fra 2025 11 kommuner. De tre byer (städer) er skrevet med fed skrift.
| - Enonkoski - Hirvensalmi - Jockas - Kangasniemi - Mäntyharju | - Savonlinna (Nyslott) - Pertunmaa (ophører i 2025;del af Mäntyharju) - Pieksämäki - Puumala - Rantasalmi - Mikkeli - Sulkava |

- Wikimedia Commons har flere filer relateret til Södra Savolax

62°00′N 27°30′Ø / 62°N 27.5°Ø
[kilde mangler]